# Туфино
Туфино (итал. Tufino) је насеље у Италији у округу Напуљ, региону Кампанија.
Према процени из 2011. у насељу је живело 2514 становника. Насеље се налази на надморској висини од 97 м.

## Становништво
| 1931. | 1936. | 1951. | 1961. | 1971. | 1981. | 1991. | 2001. | 2011. |
| ----- | ----- | ----- | ----- | ----- | ----- | ----- | ----- | ----- |
| 2.149 | 2.254 | 2.706 | 2.927 | 2.808 | 3.038 | 3.042 | 3.247 | 3.785 |